# Андреа Белан
Андреа Джорджиана Белан (рум. Andreea Georgiana Bǎlan; нар.. 23 червня 1984, Плоєшті, Румунія) — румунська поп-співачка. Найбільш відомою стала як виконавиця дуету Andre.

## Біографія та музична кар'єра

### Дитинство та рання кар'єра (1994—1998)
Андреа Белан народилася 23 червня 1984. Її батьки: Сандел Белан (склав кілька пісень для групи Andrè) та Валерія Белан. Вона відвідувала середню школу Іона Луки Караджале в Плоєшті.
Белан почала співати у віці 10 років під керівництвом свого батька. Вона написала кілька творів, з якими взяла участь у серії вистав для дітей у Плоєшті. У цих виступах її помітив Міхай Константинеску. Потім він запросив Белан узяти участь у дитячому шоу «Ba da, ba nu», яке транслювалося на румунському каналі TVR 1. Пізніше її запросили на інші шоу, такі як Feriți-vă de măgăruș, Abracadabra, Video Magazin та Міні-топ. У цей період вона брала участь у різноманітних дитячих фестивалях, отримавши кілька нагород, серед яких найвизначнішим був Міжнародний фестиваль «Маленький принц». Відвідавши дітей з 16 країн, Белан була нагороджена премією «Маленька принцеса Європи», яку вручив тодішній президент Еміль Константинеску. Були проведені переговори з нею щодо створення групи з Симоною Нае, але плани так і не здійснились після розбіжностей між їхніми батьками.
У 1997 році Белан взяла участь у національному гала-шоу «Євробачення», виконавши «Un univers mai liniștit», але її дискваліфіковали, оскільки не відповідала віковим критеріям. Наступного року Белан стала першою дитиною, яка випустила альбом на компакт-диску в Румунії. Альбом «Amețiți de fum» містив 10 пісень, написаних її батьком, та танці, організовані Каталіном Тірколеа. Хоча офіційно випущений, він не був широко розповсюджений через брак коштів.

### Гурт «Андре» (1999—2001)
Наприкінці 1998 року народився музичний проект «Андре», учасники якого Андреа Антонеску та Белан вперше зустрілися в програмі «Ба да, ба ну». Андре виявився національним успіхом, здобувши популярність як у Румунії, так і на міжнародному рівні, а їх цільовою аудиторією були підлітки. Пісні з їх дебютного альбому «La întâlnire», головним чином, були зроблені Санделом Баланом. До альбому увійшла пісня «Un univers mai liniștit», відома в інших країнах як «Iluzii», яку раніше виконувала Белан на Євробаченні. Їх дебютний альбом вийшов у травні 1999 року і мав комерційний успіх, продавши понад 50 000 примірників до того вересня. Щоб просувати альбом, вони виступали з «La întâlnire», «Să ne distrăm» та «Nu mă uita» на численних телевізійних шоу, але жодна з пісень не включала музичних кліпів. Їхній перший сингл досяг успіху на радіостанціях, незважаючи на відсутність підтримки радіо румунських музикантів.
Незабаром вийшов другий їхній альбом, «Noapte de vis», і в листопаді з'явився кліп на найвідоміший однойменний сингл з цього альбому. У 2000 році випущений третій альбом «Prima iubire» («Перша любов»). Він видавався як під цією назвою, так і під «Lasa-ma papa la mare». У листопаді цього ж року був записаний ще один альбом «Am sa-mi fac de cap». З нього популярними стали композиції — однойменна з назвою альбому, а також «Flori de tei» («Квіти липи») та «Suna-ma» («Подзвони мені»).
У 2001 році дует отримав премію Браво Отто в номінації найкращий підлітковій гурт. Після випуску ще одного альбому в 2001 році, «O noapte si-o zi» («Одна ніч і один день»), гурт розпався, але до того учасники встигли випустити чотири платинових диски та один золотий, продавши 1 500 000 копій і отримавши титул «принцеси танцювальної музики» в Румунії.

### Індивідуальна кар'єра (2002—2007)
23 червня 2002 року Белан випустила свій другий сольний альбом Te joci cu mine, який вийшов під лейблом Cat Music та розповсюджувався Media Services. Альбом містив пісню «Te joci cu mine», спочатку складену для Андре. Пісня зайняла найнижче місце серед румунських Топ-100. Жодних синглів в альбомі не просували. У період з червня по вересень того ж року було роздано понад 30 000 примірників «You Play With Me».
У вересні вийшов ще один альбом, Liberă din nou. У період з 22 грудня 2002 по 22 січня 2003 рр. Андреа Белан провела тур з 14 концертами в США. До альбому увійшли сингли «Liberă din nou» та «Plâng de dor». 1 березня 2003 року було знято відео на сингл «Plâng de dor», який згодом стане доступним як максі сингл. Наступного літа пісня «Nopți de vară» вийшла в альбомі рімейків Liberă din nou. Він мав великий успіх на радіо, отримавши перше місце в категорії «Найкращі пісні» фестивалю Мамая, як проголосували глядачі. У той же період Белан розпочала співпрацю з гуртом News, групою з 12 інструменталістів, розпочавши національний тур. Співпраця була ненадовго припинена через фінансові проблеми.
У 2004 році Белан випустила альбом Așa sunt eu, що містить лірику більш зрілого впливу поп-року. В альбомі просунуто п'ять синглів із трьома композиціями, які потрапили до румунського Топ-100. Сингли вийшли у п'яти окремих частинах. «Aparențe» і «Oops, eroare» вийшли в 2004 році, а «Evadez», «Invidia» та «O străină» у 2005 році. Пісні в альбомі були натхненні її життям, кожна з яких охоплювала такі теми, як слава, життя перед камерою та невдача в коханні. У 2005 році Белан отримав нагороду за найкращий вебсайт на MTV Romania Music Awards.
Белан продюсувала ще два сингли з альбомом Andreea B. Першим синглом став «Nu știu să fiu numai pentru tine» (feat. Keo), який був номінований на премію «Найкращий хіт — Featuring» у популярних румунських хітах. Другий сингл, «Prinde-mă, aprinde-mă!», був визнаний «гей-піснею року» на Gala Gay Awards 2007. «Принде-ма, апрінде-ма!» — це найбільш переглянуте відео виконавця на YouTube, з понад 2,8 мільйона переглядів.

### Повернення до танцювальної музики (2008— дотепер)
Белан вирішила взяти участь у танцювальній парі в третьому сезоні телевізійного шоу Dansez pentru tine, яке транслювалося на PRO TV навесні 2007 р. Виступи танцювальної пари на конкурсі була схвалена глядачами та журі. Зрештою Белан посіла третє місце. Навесні 2008 року танцювальна пара брала участь у сезоні «Переможці ліги», присвяченому найкращим учасникам в історії змагань. Белан посіла перше місце. Між двома сезонами вона була обрана для участі у міжнародній версії програми Dansez pentru tine PRO TV під назвою Dancing Around the World. Змагання проходили в Мексиці, і Белан брала участь разом із танцювальним партнером Петрішором Руджем, її партнером під час Dansez pentru tine. Зрештою пара посіла друге місце, користуючись великою популярністю серед мексиканської публіки, і отримала контракт від EMI Music на запис альбому. Після її появи на Dansez pentru tine, її кар'єра пішла вгору.

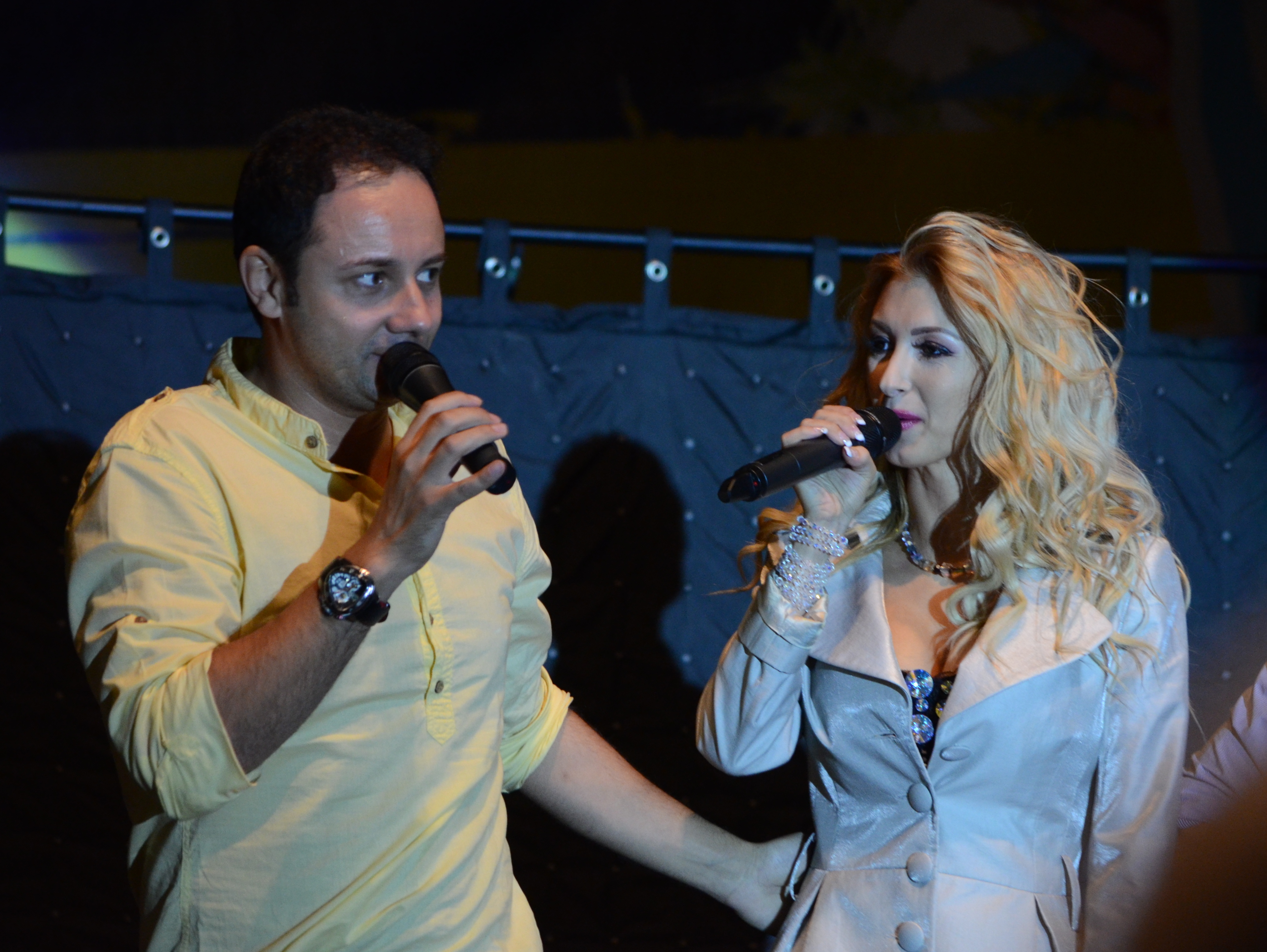
Каталін Марута та Андреа Белан

### Каталін Марута та Андреа Белан
Белан стала одним з найбільш продаваних артистів Румунії за кількістю концертів з 2008 року по сьогоднішній день в обидва роки, увійшовши до топ-3. Станом на 2011 рік Белан виступила на понад 150 концертах.
28 червня 2009 року Белан випустила новий сингл під назвою «God» / «Бог». Він був випущений виключно на Kiss FM. «Trippin '», що вийшов у 2010 році, став одним із найпопулярніших синглів Белан. Белан виконала пісню «Trippin» на кількох заходах, включаючи фінал «Міс Всесвіт Румунії» в 2010 році та дев'яте вручення румунської музичної премії. Пісня містить елементи танцювальної музики в поєднанні з елементами попкорну, музичний стиль, який інтенсивно транслювався на румунському радіо під час виходу цієї пісні.
Пісня «Like a Bunny» була випущена 13 травня 2011 року в акаунті Белан на YouTube, а її відеокліп представляв Белан в купальнику, що нагадує Playma Playmate. 8 червня 2011 року Белан випустила пісню «Loving» у співпраці з Andra, Connect-R та Puya.

### Особисте життя
У 2004 році Андреа переїхала з рідного дому в Плоєшті до Бухаресту, де вона зустрілася з Тео Пакураром. Близько двох років вони зустрічалися, а потім побралися. Пара розпалася в 2006 році, оскільки Тео хотів перевести Андреа до Бистриці, де жили його батьки.
|  | Мені довелося б відмовитися від своєї музики і мені було шкода, адже Тео незвичайна людина. І я зрозуміла, що мені більше не доведеться планувати, тому що Бог краще знає, як жити нам і мені в даний момент. |

Незабаром після розриву співачка з'явилася на модній вечірці з Кео, який допомагав їй пережити розставання з Тео, а потім вони стали коханцями. Хоча є інформація, що ця пара також розлучилися.

## Композиції, що увійшли до Top-100 Румунії

### Сингли
| 2002 | «Te joci cu mine»                          | Te грати cu mine                                    | 79  |
| 2002 | «Liberă din nou»                           | Liberă din nou/Liberă din nou (спеціальна редакція) | 78  |
| 2003 | «Plâng dor de»                             | Liberă din nou/Liberă din nou (спеціальна редакція) | -   |
| 2003 | «Nopţi de vară»                            | Liberă din nou (спеціальна редакція)                | 75  |
| 2004 | «Aparenţe»                                 | Aşa sunt eu                                         | 48  |
| 2004 | «Oops, eroare!»                            | Aşa sunt eu                                         | 40  |
| 2005 | «Evadez»                                   | Aşa sunt eu                                         | 22  |
| 2005 | «Invidia»                                  | Aşa sunt eu                                         | 35  |
| 2005 | «O străină»                                | Aşa sunt eu                                         | 93  |
| 2006 | «Nu ştiu să fiu numai pentru tine» (з Кео) | AndreeaB                                            | 56  |
| 2007 | «Prinde-mă, aprinde-mă!»                   | AndreeaB                                            | 64  |
| 2008 | «Baby Get Up And Dance»                    | -                                                   | 411 |
| 2009 | «Superwoman» 1                             | -                                                   |     |

1Top 100 не публікувалися після 22 червня 2008 року. З січня 2009 року виданням публікувалися перші 10 рейтингових позицій. Досі виконавиця не увійшла до Top 10.